# Bandera de Santa Perpètua de Mogoda
La bandera oficial de Santa Perpètua de Mogoda té la següent descripció:
Bandera apaïsada de proporcions dos d'alt per tres de llarg, blanca, amb una palma vermella centrada, posada en pal, i enfilant una corona de llorer verda; la bordura vermella d'un gruix 1/9 de l'alt del drap que, en conjunt resulta de la conversió de l'escut en bandera.

## Història
Va ser publicat en el DOGC el 29 d'octubre de 1990.